# 格丼村
格丼村位于中国贵州紫云苗族布依族自治县格凸河镇，是一个苗族村落。因村民居住在石灰岩洞穴之中而闻名。